# Jean-Joseph Monnard
Jean-Joseph "Bobby" Monnard (11. ledna 1901 – 3. února 1973) byl francouzský reprezentační hokejový obránce.
V roce 1924 byl členem Francouzského hokejové týmu, který skončil šestý na zimních olympijských hrách.